# Stenocereus queretaroensis
Stenocereus queretaroensis ist eine Pflanzenart aus der Gattung Stenocereus in der Familie der Kakteengewächse (Cactaceae). Das Artepitheton queretaroensis verweist auf das Vorkommen der Art im mexikanischen Bundesstaat Querétaro. Ein spanischer Trivialname ist „Pitahaya de Queretaro“.

## Beschreibung
Stenocereus queretaroensis wächst baumförmig mit zahlreichen kandelaberartig verzweigten Trieben und erreicht Wuchshöhen von 3 bis 7 Meter. Es wird ein deutlicher Stamm ausgebildet. Die grünen, manchmal rötlichen, Triebe weisen Durchmesser von bis zu 15 Zentimeter auf. Es sind sieben bis neun stumpfe, etwas gerundete, auffällige Rippen vorhanden, die nicht gekerbt sind. Die auf ihnen befindlichen Areolen sind mit braunen bis schwarzen, filzigen Haaren besetzt. Die ein bis zwei ungleichen weißen bis grauen Mitteldornen, die auch fehlen können, sind bis zu 3 Zentimeter lang. Der unterste von ihnen ist länger. Die fünf bis sechs Randdornen sind anfangs weißlich und vergrauen später. Sie erreichen eine Länge von 5 bis 30 Millimeter.
Die trichterförmigen, duftenden Blüten erscheinen in der Nähe der Triebspitzen. Sie öffnen sich in der Nacht und bleiben bis in den nächsten Morgen hinein geöffnet. Die Blüten sind 7,8 bis 8,4 Zentimeter lang und weisen einen Durchmesser von 4,5 bis 6,7 Zentimeter auf. Die Blütenröhre ist im Bereich der Nektarkammer leicht ausgebaucht. Das Perikarpell und die Blütenröhre sind kahl. Die mehr oder weniger kugelförmigen, grünen oder roten bis purpurfarbenen Früchte erreichen einen Durchmesser von 5 bis 6 Zentimeter. Sie sind mit Dornen und Haaren besetzt. Das Fruchtfleisch ist weiß oder rot bis purpurfarben.

## Verbreitung, Systematik und Gefährdung
Stenocereus queretaroensis ist in den mexikanischen Bundesstaaten Querétaro, Guanajuato, Jalisco, Colima und Michoacán in laubabwerfenden Wäldern und Trockenbusch in Höhenlagen von bis zu 1800 Metern verbreitet.
Die Erstbeschreibung als Cereus queretaroensis erfolgte 1891 durch Albert Mathsson. Franz Buxbaum stellte die Art 1961 in die Gattung Stenocereus. Weitere nomenklatorische Synonyme sind Lemaireocereus queretaroensis (F.A.C.Weber ex Mathsson) Saff. (1909), Pachycereus queretarensis (F.A.C.Weber ex Mathsson) Britton & Rose (1909), Ritterocereus queretaroensis (F.A.C.Weber ex Mathsson) Backeb. (1951), Rathbunia queretaroensis (F.A.C.Weber ex Mathsson) P.V.Heath (1992) und Glandulicereus queretaroensis (F.A.C.Weber ex Mathsson) Guiggi (2012).
In der Roten Liste gefährdeter Arten der IUCN wird die Art als „Least Concern (LC)“, d. h. als nicht gefährdet geführt.

## Nutzung
Stenocereus queretaroensis wird auf Grund der essbaren Früchte kultiviert.

## Nachweise